# Neotabuda longicornis
Neotabuda longicornis är en tvåvingeart som beskrevs av Lyneborg 1980. Neotabuda longicornis ingår i släktet Neotabuda och familjen stilettflugor. Inga underarter finns listade i Catalogue of Life.